# Ґеворк Чавуш
Ґеворк Чавуш (вір. Գէորգ Չաւուշ; справжнє ім'я Ґеворк Казарян, вір.: Գէորգ Արոյի Ղազարեան); (нар. 1870 або 1871 — пом. 27 травня 1907) — визначний діяч вірменського національно-визвольного руху, один з найвідоміших партизанських лідерів.